# Hochberg (Allgäuer Alpen)
Der Hochberg ist ein 1069 m ü. A. hoher Berg im Pfänderstock der Allgäuer Alpen. Er ist die höchste Erhebung im Gemeindegebiet von Eichenberg und damit der Hausberg der Gemeinde oberhalb des Bodensees.
Er ist damit noch sieben Meter höher als der nahe gelegene Nebengipfel, Pfänder, der als „Hausberg“ von Bregenz von größerer touristischer Bedeutung ist.
Der Hochberg ist  nach dem Hirschberg der zweithöchste Berg des Pfänderstocks.

## Wanderrouten

### Drei-Eintausender-Bergwanderung
Bergstation Pfänder (1022 m) – Pfänderspitze (1062 m) – Hub – Hirschberg (1095 m) – Richtung Jungholz – Trögen – Hochberg (1069 m) – Schüssellehen – Letze – Höhenweg bis Bergstation
(19 Kilometer, Gehzeit rund 5 Stunden)

### Käse-Wanderweg
Bergstation Pfänder (1022 m) – Moosegg – Einstieg Käse-Lehrpfad mit Schautafeln, Käsereibesichtigung möglich – Trögen – Hochberg (1069 m) – Schüssellehen – Lutzenreute – Eichenberg-Dorf – Pfänder
(Gehzeit zwischen 3 und 4½ Stunden)